# Алексієвська сільська рада (Уфимський район)
Алексі́євська сільська рада (рос. Алексеевский сельский совет) — муніципальне утворення у складі Уфимського району Башкортостану, Росія. Адміністративний центр та єдиний населений пункт — присілок Алексієвка.

## Історія
Сільрада утворена із частини Михайловської сільради згідно з указом Президії Верховної ради Башкирської РСР від 01.07.1991 № 6-2/274 «Об образовании Алексеевского сельсовета в Уфимском районе».
2004 року до складу сільради було передано 12,5 км² території Ленінського району Уфи, 36,3 км² території Михайловської сільради та 20,53 км² території Красноярської сільради Уфимського району.

## Населення
Населення — 5701 особа (2019, 4611 в 2010, 3958 в 2002).